# Karlik Shan
Karlik Shan (również Karlik, Karlik-tag; chiń. upr. 哈尔里克山; chiń. trad. 哈爾里克山; pinyin Hā’ěrlǐkè Shān) – pasmo górskie w północno-zachodnich Chinach, w regionie autonomicznym Sinciang, na północ od miasta Hami. Stanowią przedłużenie Tienszanu. Najwyższym szczytem pasma jest Tomort, który wznosi się na wysokość 4886 m n.p.m. (według innych danych 4925 m n.p.m.).